# Velvyslanectví Ruského impéria v Cetinje
Velvyslanectví Ruského Impéria v Cetinje (rusky: Посольствo Русский империи в Цетинье, posoľstvo Ruskuij imperii v Cetinje černohorsky: Посланство Руске империје на Цетињу, poslanstvo ruskje imperije na cetinju) byl jeden z mnoha zastupitelských úřadů Ruského impéria, které mělo obdobné zřízené v mnoha zemích světa. Bylo provozováno ministerstvem zahraničních věcí Ruského impéria a nacházelo se v Cetinje, hlavním městě tehdejšího Černohorského království.

## Zřízení
Bývalé ruské velvyslanectví se nacházelo v zámečku vévodkyně Milici v ulici Vojvode Batrića v čísle 1. Zámek byl postaven v ruském císařském slohu v roce 1869, rok po návratu černohorského knížete (později krále) Nikoly I. Petroviće-Njegoše) z Ruska, kde se mu dostalo vřelého uvítání od cara Alexandra II. Jméno zámeček vévodkyně Milici bylo vybráno úmyslně. Car Alexandr III. Alexandrovič rozhodl spolu s ministrem zahraničí o jménu jako uctění dcery Nikoly I. Milici Černohorské, která se vdala za ruského velkovévodu Petra Nikolajeviče.

## Stavba

### Exteriéry
Stavba byla dokončena 1. září 1869, velvyslanectví zahájilo své diplomatické funkce o den později. Prvním velvyslankyní se stala vévodkyně Klavija Popovova. Přes toto velvyslanectví se také domlouvaly smlouvy a spolupráce mezi Černou Horou a Ruskem.
Zámeček je postaven v ruském císařském slohu. Za budovou se nachází malý parčík. Hlavní brána je zdobena zlatými reliéfy, na střeše jsou sošky slavných ruských světců. Zámek je natřený na oranžovo, dřevěná okna a dveře jsou bílá.

### Interiéry
Původní interiéry byly navrženy jako pracovny a pokoje úředníků. Největším pokojem je knihovna ve spodním patře.

## Současnost
V současnosti je budova ruského velvyslanectví sídlem akademie výtvarného umění, jedné z předních fakult Univerzity Černé Hory. Zámecká budova je unikátní kulturní, uměleckou i historickou stavbou v Cetinje.